# Tommy Atterhäll
Tommy Roger Atterhäll, född 9 oktober 1978 i Göteborg, är en svensk handbollstränare och tidigare handbollsspelare (vänstersexa). Han spelade sex landskamper och gjorde elva mål för Sveriges landslag.

## Karriär

### Spelare
Tommy Atterhäll växte upp i stadsdelen Lundby på Hisingen i Göteborg och inledde karriären i kvartersklubben HP Warta, som under 1980- och 1990-talen var ett elitlag på både dam- och herrsidan. Som ungdom var han en av flera lovande Wartaspelare, en annan var den ett år äldre Martin Boquist. Både Atterhäll och Boquist kom att avancera till att under slutet av 1990-talet debutera för Wartas seniorlag. När laget åkte ur Elitserien efter säsongen 2001/2002 och fick ekonomiska bekymmer, värvades Atterhäll av IK Sävehof, lett av Rustan Lundbäck. Atterhäll spelade med Sävehof i fem säsonger, varav två säsonger (2004 och 2005) resulterade i klubbens två första SM-guld på herrsidan. År 2006 fick Atterhäll debutera i Sveriges landslag. Totalt blev det sex landskamper och elva landslagsmål under 2006 och 2007, men inget mästerskap.
Sommaren 2007 blev Atterhäll utlandsproffs i danska FC Köpenhamn (FCK), tränade av Magnus Andersson. De största höjdpunkterna var redan i slutet av Atterhälls första säsong. Laget vann sitt första (och enda) DM-guld och gick till final i EHF-cupen men förlorade mot HSG Nordhorn, som leddes av Ola Lindgren. I juni 2010 lade FCK ner sin handbollssektion. Atterhäll återvände då till Sverige och Kungsbackalaget HK Aranäs, då nykomlingar i Elitserien. Där var han under samtliga kommande sju säsongerna en nyckelspelare i laget och lagets flitigaste målskytt.

### Tränare
2013 blev Tommy Atterhäll spelande assisterande tränare i HK Aranäs. 2017 avslutade han spelarkarriären och blev huvudtränare för Önnereds HK, som spelade i allsvenskan. Efter en säsong kvalificerade laget sig till högsta ligan, Handbollsligan 2018/2019. Första säsong i högsta ligan slutade laget på elfte plats och var tvungna att kvala. I kvalet lyckades Atterhälls Önnered hålla sig kvar i Handbollsligan genom att slå Skånela IF med 3–1 i matcher. 

## Meriter
- Svensk mästare 2004 och 2005 med IK Sävehof
- Dansk mästare 2008 med FC Köpenhamn
- Final i EHF-cupen 2008 med FC Köpenhamn